# 富特希爾斯鎮區 (北達科他州伯克縣)
富特希爾斯鎮區（英語：Foothills Township）是位於美國北達科他州伯克縣的一個鎮區。

## 地方資料
富特希爾斯鎮區的面積為93.19平方千米，當中陸地面積為91.12平方千米，而水域面積為2.07平方千米。根據2010年美國人口普查的數據，當地共有人口21人，而人口密度為每平方千米0.23人。